# Torcy-en-Valois
Torcy-en-Valois település Franciaországban, Aisne megyében. Lakosainak száma 77 fő (2022. január 1.). Torcy-en-Valois Belleau, Bussiares, Licy-Clignon és Lucy-le-Bocage községekkel határos.

## Népesség
A település népessége az elmúlt években az alábbi módon változott:
| Lakosok száma | 62   | 55   | 80   | 80   | 88   | 83   | 73   | 72   | 70   | 77   |
|               | 1968 | 1982 | 1990 | 2006 | 2013 | 2015 | 2017 | 2019 | 2020 | 2022 |